# Obinitsa
Obinitsa är en ort i Estland. Den ligger i Meremäe kommun och landskapet Võrumaa, i den sydöstra delen av landet, 240 km sydost om huvudstaden Tallinn. Obinitsa ligger 101 meter över havet och antalet invånare är 233.
Terrängen runt Obinitsa är platt, och sluttar norrut. Runt Obinitsa är det glesbefolkat, med 10 invånare per kvadratkilometer. Närmaste större samhälle är Vastseliina, 12,5 km sydväst om Obinitsa. I omgivningarna runt Obinitsa växer i huvudsak blandskog.

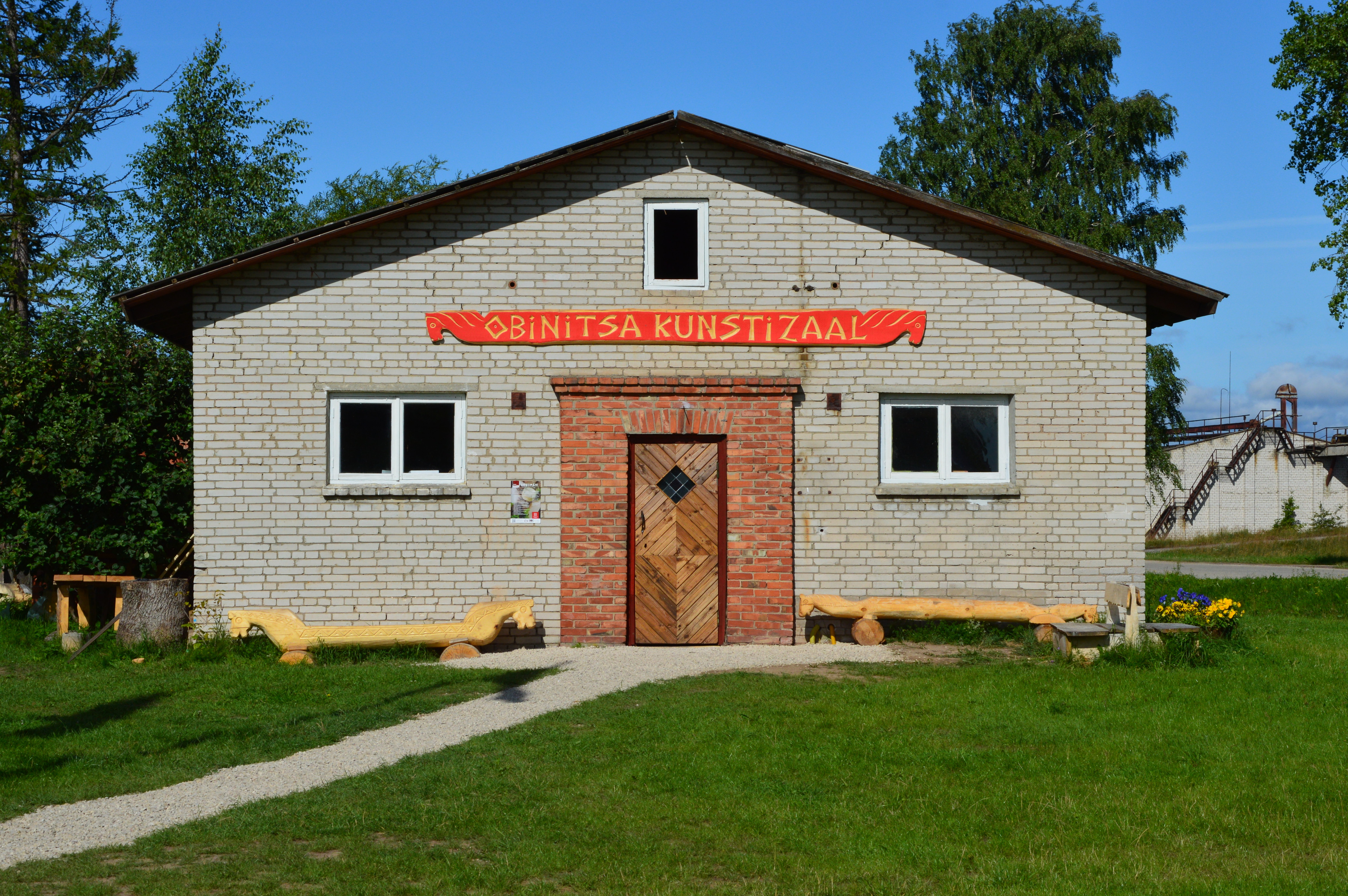
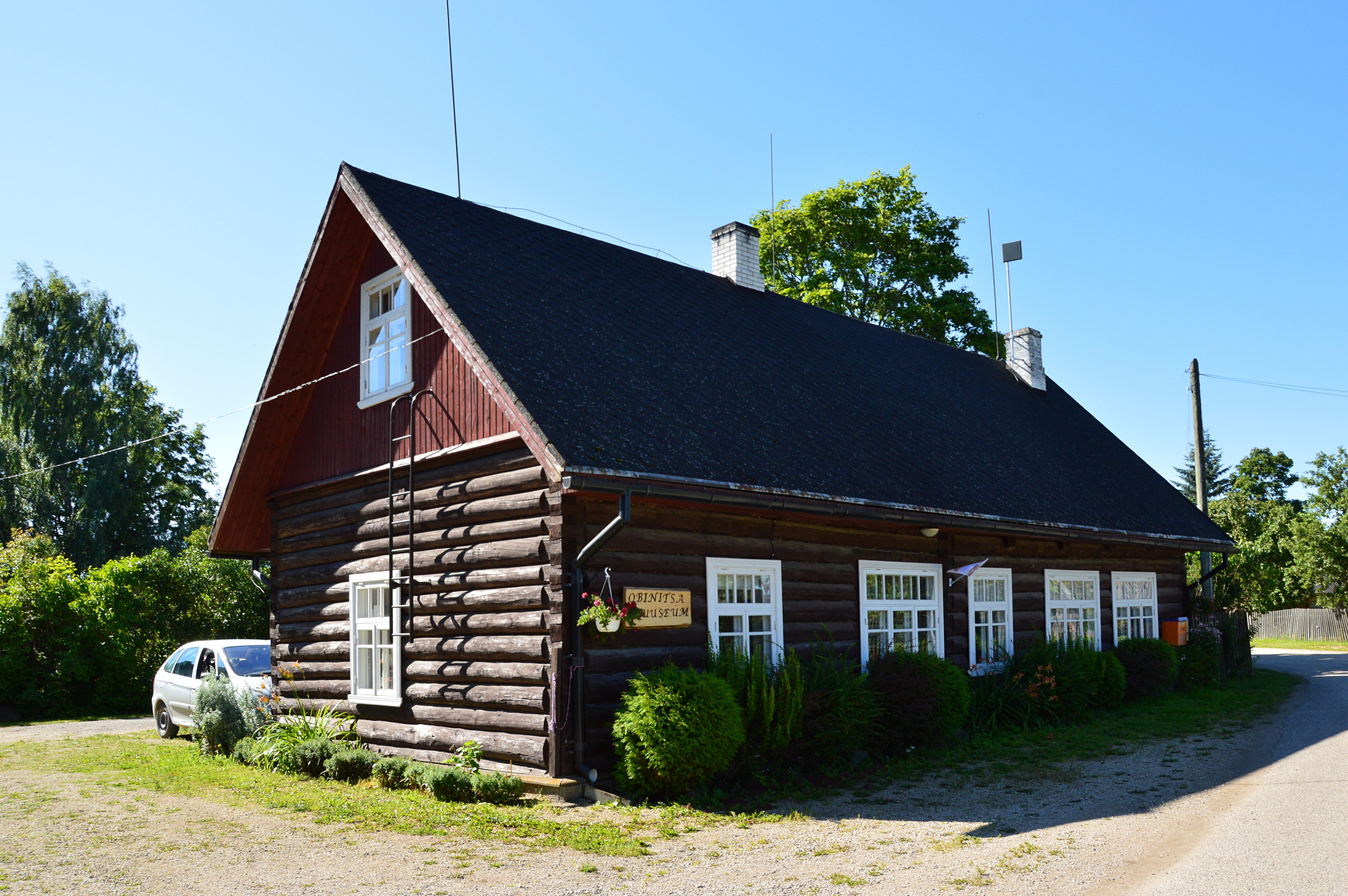
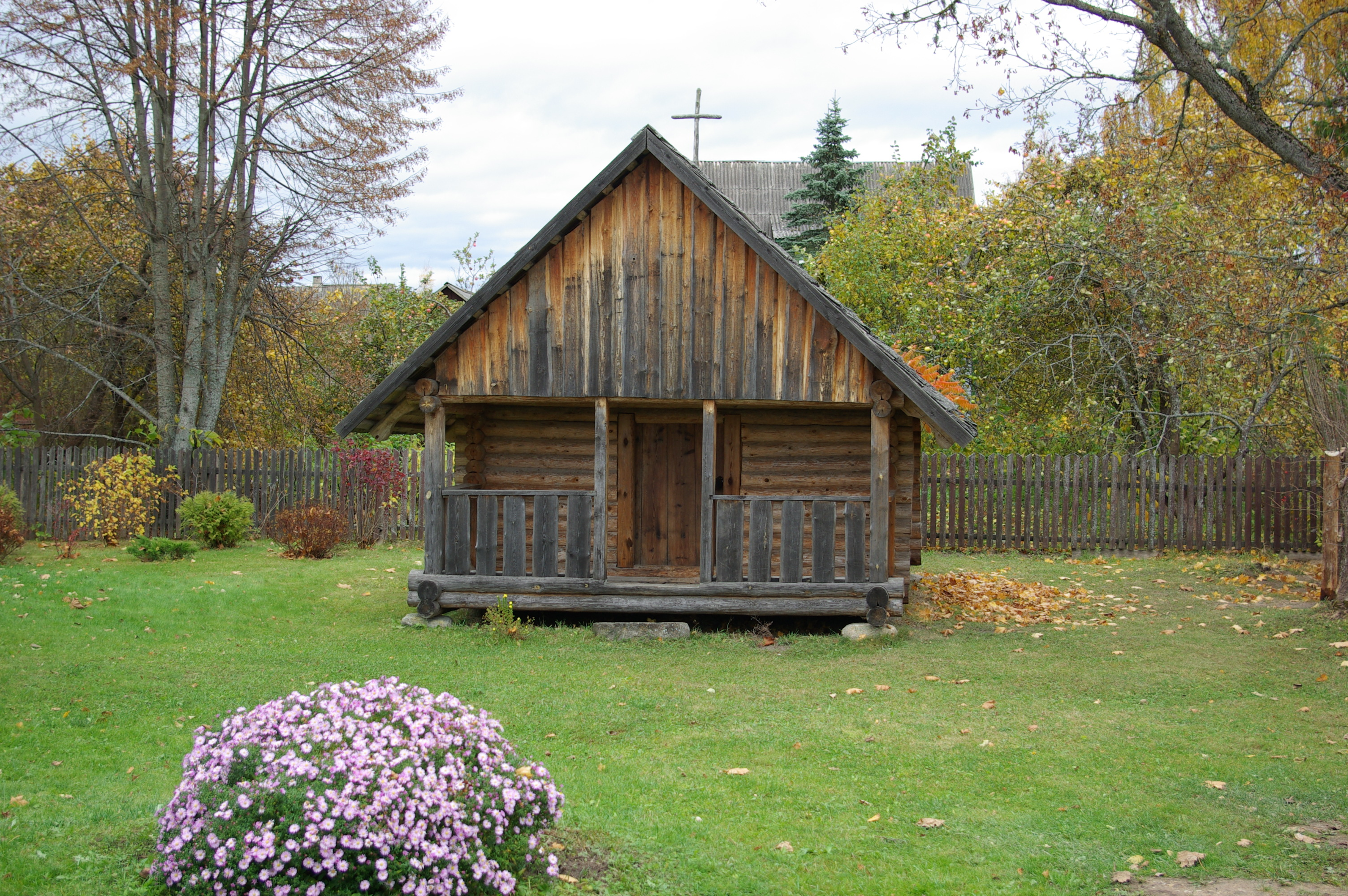
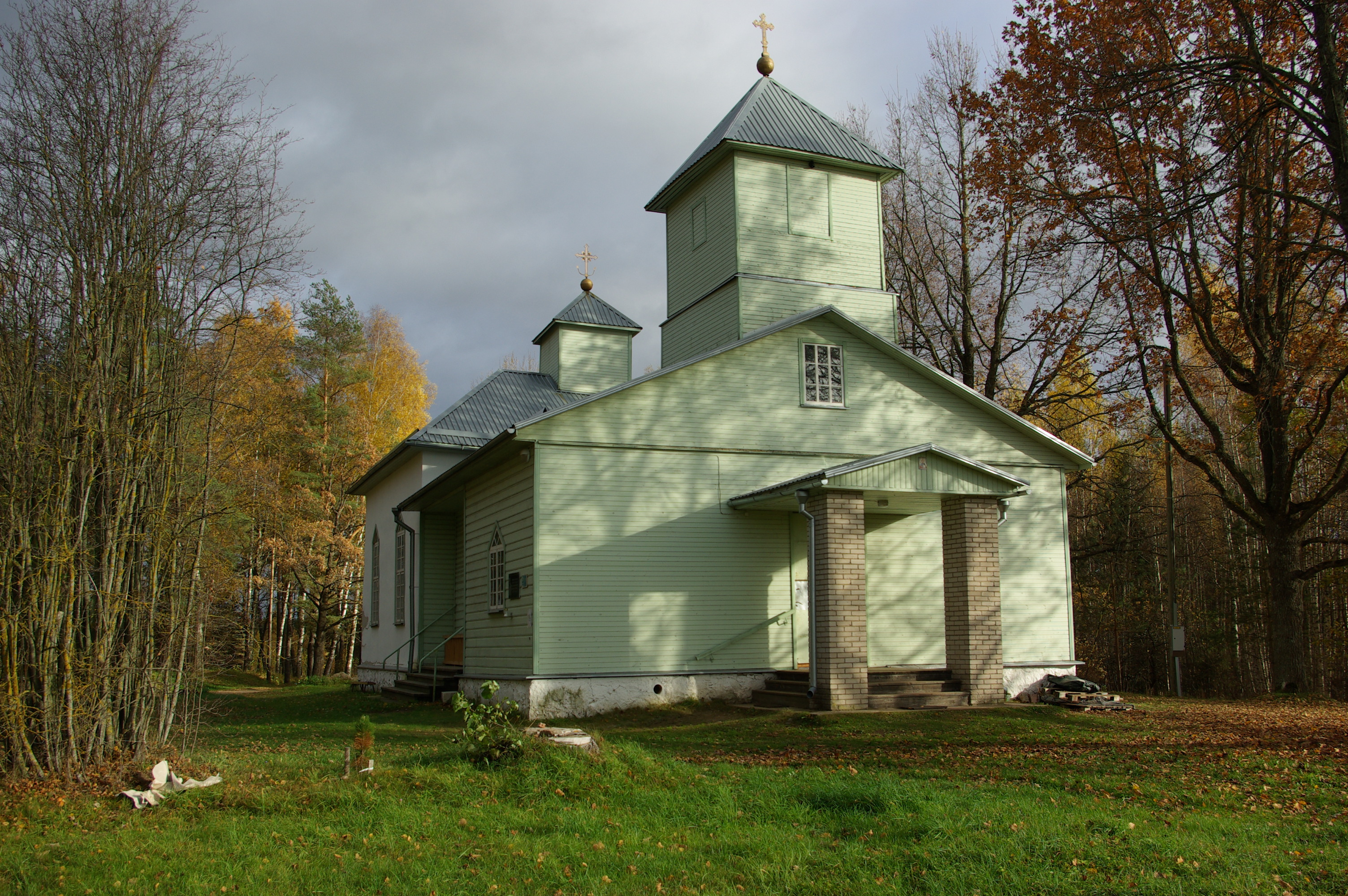